# Maria Scharwieß
Maria Scharwieß (Insterburg, 4 december 1942 – Berlijn, 12 november 2023) was een Duitse componiste, organiste, kerkmusicus en cantor.

## Levensloop
Op 10-jarige leeftijd begon Maria Scharwieß piano en orgel te spelen. Tijdens haar opleiding aan het gymnasium was ze actief als parttimekerkmusicus en speelde ze als 14-jarige voor kerkdiensten in het ziekenhuis. In deze periode legde zij het C-examen voor kerkmuziek af. Daarna speelde ze gedurende tien jaar fulltime keyboard in een band, en bracht daarmee de meeste van die tijd door in Noorwegen. Daarnaast was ze als speler van de doedelzak actief.
Zij keerde in 1976 terug naar Berlijn. Vanaf 1976 studeerde zij aan de Spandau Kirchenmusikschule en in 1979 legde ze het A-examen voor kerkmuziek af. Vanaf 1979 was zij cantor van de Evangelische Nathanael kerkgemeenschap in Berlin-Schöneberg. Van 1999 tot 2007 was ze gemeentelijk cantor in Schöneberg.
Haar composities omvatten werken voor orgel en kamermuziek-ensembles en oratoria voor solisten, koor en orkest.
Tijdens de uitvoering van haar werken leidde ze het orkest.
Voorts speelde zij op kerkorgels improvisaties op jazz-, rock-, pop-, gospelmuziek en volksliedjes in experimentele- of jazz-stijl, maar ook klassieke werken voor orgel. Voor wat betreft haar jazz-uitvoeringen gaat de vergelijking op met Barbara Dennerlein.
Op haar naam staat de compositie van het langste oratorium, het Jesus Oratorium, dat in totaal ongeveer 5 uur duurt.

## Werken

### Composities
Vocale werken
- Psalm 90 (1989) voor koor en orkest. Uitgevoerd in 1989 in Berlijn (Duitse Protestantse Kerk)
- Apostolicum XX (1991) in zeven delen, voor 4-delige gemengd koor, koperblazers, twee toetsinstrumenten en bas ad libitum. Tekst: na de Apostolische Geloofsbelijdenis. Uitgevoerd in 1991 (Duitse Protestantse Kerk in het Ruhrgebied)
- Mis in c-klein (1993). Uitgevoerd in 1993 Berlin (Nathanaelkirche). Ulrike Stöve (sopraan), Lothar Odinius (tenor), Nathanael Kantorei, Douglas Shalin (orgel), kamerorkest van de Berliner Philharmoniker, Maria Scharwieß (dirigent)
- Jesus Oratorio voor solisten, koor en orkest. Tekst: Diatessaron, samengesteld door Thomas Luebke. Duur: ~ 5 uur.
  1. Uitgevoerd op 23 september 2006 in Berlijn (Nathanaelkirche)
  2. Uitgevoerd op 31 maart 2007 in Berlijn (Nathanaelkirche)
  3. Uitgevoerd op 13 oktober 2007 in Berlijn (Nathanaelkirche)
  4. Uitgevoerd op 12 april 2008 in Berlijn (Nathanaelkirche)
  5. Uitgevoerd op 11 oktober 2008 in Berlijn (Nathanaelkirche)
  6. De gelijkenissen van Jezus. Uitgevoerd op 21 april 2012 in Berlijn (Nathanaelkirche)
  7. Een nieuw Kerstoratorium (Lucas 1:5-2:20). Uitgevoerd op 19 december 2012 in Berlijn (Nathanaelkirche). Juliane Philine Rothmaler (sopraan), Christian Mücke (tenor), Christian slib (orgel), Philippus-Nathanael Kantorei en -Orchester, Maria Scharwieß (dirigent)
  8. De wonderen van Jezus. Uitgevoerd op 27 oktober 2013 in Berlijn (Nathanaelkirche). Juliane Philine Rothmaler (sopraan), Philipp Neumann (tenor), Christian Slib (orgel), Philippus-Nathanael Kantorei en -Orchester, Maria Scharwieß (dirigent)
  9. De leer van Jezus. Uitgevoerd op 1 november 2014 in Berlijn (Nathanaelkirche). Juliane Philine Rothmaler (sopraan), Christian Mücke (tenor), Christian slib (orgel), Philippus-Nathanael Kantorei en -Orchester, Maria Scharwieß (dirigent)
  10. Ik ben de goede herder. Uitgevoerd op 21 november 2015 in Berlijn (Nathanaelkirche). Juliane Philine Rothmaler (sopraan), Christian Mücke (tenor), Philip-Nathanael Kantorei en -Orchester, Maria Scharwieß (dirigent)
  11. In de wereld zult gij vrees hebben. Uitgevoerd op 8 oktober 2016 in Berlijn (Nathanaelkirche). Juliane Philine Rothmaler (sopraan), Christian Mücke (tenor), Martin Carl (orgel), Philippus-Nathanael Kantorei en -Orchester, Maria Scharwieß (dirigent).
  12. Ik ben altijd bij je. Uitgevoerd op 18 november 2017 in Berlijn (Nathanaelkirche). Juliane Philine Rothmaler (sopraan), Christian Mücke (tenor), Martin Carl (orgel), Barbara Heinau (cajon, koor en orkest). Samenstelling en uitvoering: Maria Scharwieß.
  13. Woorden van troost. Uitgevoerd op 16 juni 2019 in Spandau (Lutherkirche). Juliane Philine Rothmaler (sopraan),

Christian Mücke (tenor), Michael Gechter (solovioline), Nesin Howhannesijan (contrabas), Erika Engelhardt (orgel), Kantorei- en kamerorkest, 
Maria Scharwieß (dirigent).
Kamermuziek
- Blue Sax (2005). 10 Miniaturen voor saxofoon (alt, sopraan, tenor, bariton), orgel en andere instrumenten ad libitum
- Variaties op "Christus lag gevangen in de dood" (2011/12) voor pianotrio. Uitgevoerd op 4 mei 2012 in Fürth (Opstandingskerk), 13e Fürther componisten concert voor vrouwen). Maria Schalk (viool), Konstanze Friedrich (Cello), Sirka Schwartz Uppendieck (piano).

Orgelwerken
- 9 Koraalpreludes en miniaturen uit Psalm 90 (1989)
- Koraalpreludes en 6 miniaturen
- Christus is verrezen Toccata - Fuga quadrupla - Toccata
- Organ Groove (2005)
- Variaties op Christus lag gevangen in de dood (2011) voor orgel. UA 23 juni 2012 Fürth (St. Paul, Sommernachtskonzert). Sirka Schwartz Uppendieck (orgel).

Werk voor variabele bezetting
- Parallellfugen (1988-2005). 4-delige contrapunten voor Kunst der Fuge van Johann Sebastian Bach (apart of tegelijkertijd uitvoerbaar). In 2005 opgenomen in de bibliotheek van het Bach-Archiv Leipzig[2]

### Bewerkingen
- Advents- en Kerstliederen in jazzstijl (1993) voor 4-delig gemengd koor en orgel of piano
- 10 orgelkoralen op Nieuwe geestelijke liederen (2004)

### Opnames
- Advents- en Kerstliederen in jazzstijl (1993). Nathanael-Kantorei, Maria Scharwieß (orgel)
- Mis in c-klein (1993). Jubileumconcert 90 jaar Nathanaelkirche, Leitung: Maria Scharwieß
- Jazz op het pijporgel (1999). Nathanael-Kantorei, Maria Scharwieß (orgel)
- Berlin Concert (2000). Henning Sommerro, John Pål Inderberg, Maria Scharwieß
- Maria Scharwieß: Orgelwerke (2002). Christian Schlicke, Edda Straakholder (orgel)
- The power of love, Vol. 1/2 (2002/03). Maria Scharwieß (orgel)
- Zweyerley Pfeifferey. Maria Scharwieß (Ierse fluiten, gemshoorn, orgel, doedelzak: Galicische gaita, piccolo, herdersfluit, Great Highland doedelzak), Heidi Frielinghaus (gemshoorn, sopraanblokfluit, basblokfluit, viool)
- Pipe organ Blues 1/2 (2008), Maria Scharwieß (orgel)
- Sky Boat Song (2009), Maria Scharwieß (orgel)
- Fuge von Maria Scharwieß (2009), Maria Scharwieß (orgel)
- Basin Street Blues (2010), Maria Scharwieß (orgel)
- Blues 5 (2016), Nathanaelkirche, Maria Scharwieß (orgel)